# Dereźnia Solska
Dereźnia Solska – wieś w Polsce położona w województwie lubelskim, w powiecie biłgorajskim, w gminie Biłgoraj.
Wieś wchodzi w skład sołectwa Dereźnia Solska, Dereźnia Majdańska, Podlesie w gminie Biłgoraj. Według Narodowego Spisu Powszechnego z roku 2011 wieś liczyła 717 mieszkańców i była piątą co do wielkości miejscowością gminy.
Wierni Kościoła rzymskokatolickiego należą do parafii św. Marii Magdaleny w Biłgoraju.

## Historia
Podczas wojny obronnej Polski w 1939, w trakcie bitwy o Biłgoraj w dniach 16-17 września, Dereźnia Solska była miejscem operowania jednostek polskiego 201 pułku piechoty.
W latach 1975–1998 miejscowość administracyjnie należała do województwa zamojskiego. 

## Sport
W Dereźni Solskiej funkcjonuje Ludowy Klub Sportowy Orion Dereźnia Solska – amatorski klub piłkarski. Obecnie drużyna seniorów gra w grupie I zamojskiej klasy A. Orion rozgrywa mecze na stadionie znajdującym się w Dereźni.